# Natal'ja Furlatova
Natal'ja Furlatova (...) è un'ex fondista sovietica.

## Biografia
In Coppa del Mondo ottenne il primo risultato di rilievo il 24 marzo 1984 a Murmansk (9ª) e l'unico podio il 10 dicembre 1986 a Ramsau am Dachstein (2ª). Non partecipò né a rassegne olimpiche né iridate.

## Palmarès

### Coppa del Mondo
- Miglior piazzamento in classifica generale: 20ª nel 1987
- 1 podio (individuale[1]):
  - 1 secondo posto